# Exposure (Album)
Exposure ist ein Jazzalbum von Silke Eberhard, Dave Rempis, Kent Kessler und Mike Reed. Die am 13. April 2017
Im Rahmen der Veranstaltungsreihe „Exposure Series“ im Veranstaltungsort Elastic Arts in Chicago entstandenen Aufnahmen erschienen als Download am 22. Juni 2020 auf Areophonic Records.

## Hintergrund
Der Mitschnitt entstand im Rahmen der Veranstaltungsreihe „Exposure Series“, die das Ziel verfolgt, in Chicago relativ unbekannte und unterrepräsentierte Künstler vorzustellen. Im Jahr 2017 stand die deutsche Saxophonistin Silke Eberhard im Zentrum, die sowohl im Trio mit Jim Baker und Fred Lonberg-Holm und im Oktett u. a. mit Katherine Young, Jason Stein und Jason Roebke als auch im Quartett mit Dave Rempis, Kessler und Reed auftrat.
Den Mitschnitt des Konzerts mit dem Quartett brachte Dave Rempis auf seinem Label Aerophonic heraus. Im Sommer 2020 hat er auf Aerophonic mehrere CDs und Downloads veröffentlicht, neben Exposure auch Of Things Beyond Thule Vol. 1/2, mit Joe McPhee, Rempis, Tomeka Reid, Brandon Lopez und Paal Nilssen-Love, sowie Stringers & Struts mit Rempis, Jeff Parker, Ingebrigt Håker Flaten und Jeremy Cunningham.

## Titelliste

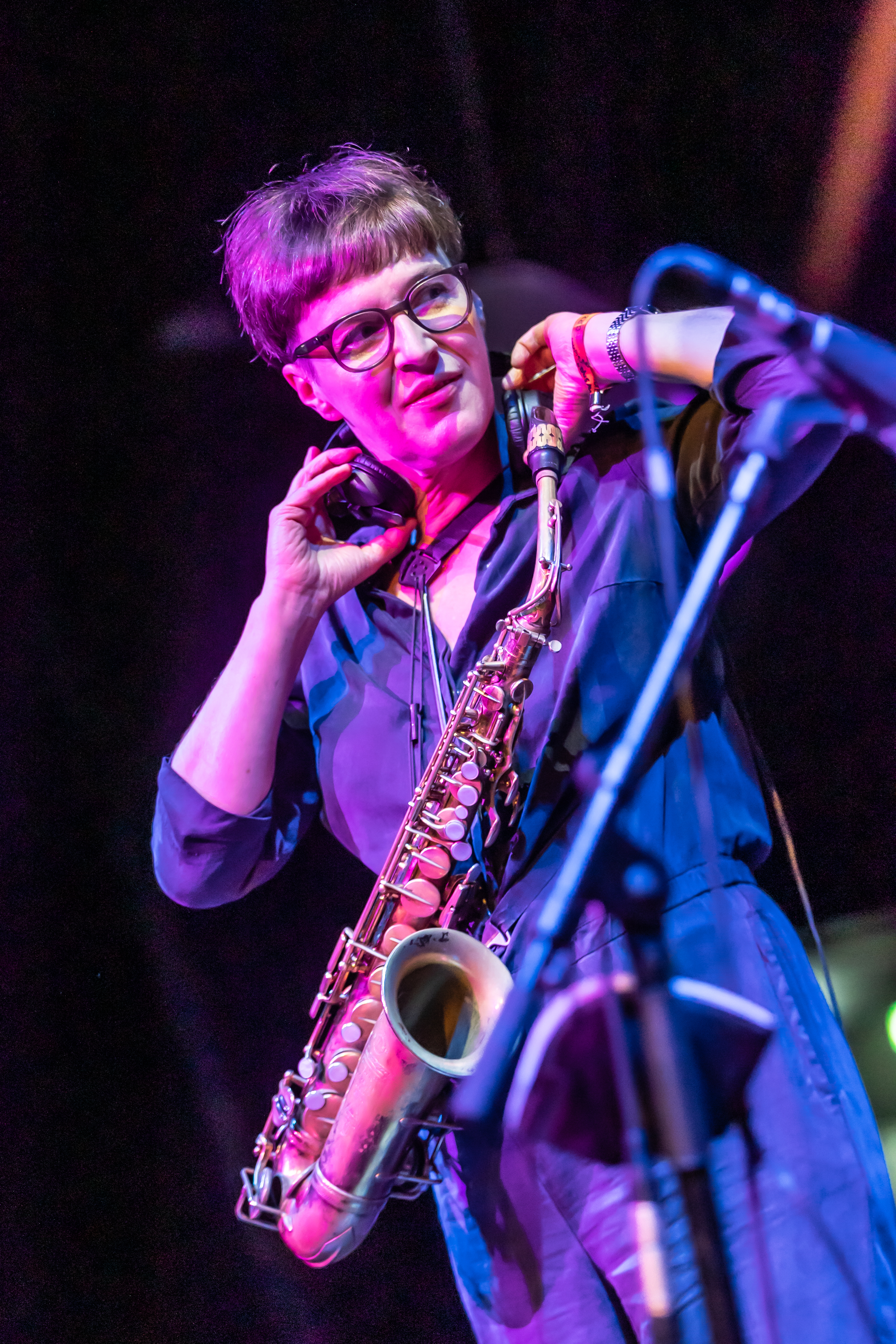
Silke Eberhard beim Moers Festival 2022

- Silke Eberhard, Dave Rempis, Kent Kessler, Mike Reed: Exposure[2]

1. Cutting Out	19:36
2. Dollar Family 16:25

## Rezeption
Diese Exposition sei explosiv, schrieb Franpi Barriaux (Citizen Jazz), und das liege nicht nur an den Bläsern. Die an diesem Tag im Elastic Arts in Chicago versammelte rhythmische Basis sei von einer verzehrenden Art; Kent Kessler agiere nervös und sei stets allgegenwärtig, wie er es insbesondere bei Rodrigo Amado tat; am kreativsten sei er in seiner Zusammenarbeit mit Mike Reed. Der AACM-Schlagzeuger spiele mit seinen Begleitern Verstecken und lasse dem Bassisten viel Raum. Was die Saxophonisten betrifft, so würden sich ihre verschiedenen Stile sehr gut 
ergänzen. In „Dollar Family“, einem eckigeren und abstrakteren Stück, in dem Kesslers Bogenspiel einen perfekten Hintergrund bilde, spiele Silke Eberhard lebhaft und scheine zwischen den Explosionen von Rempis hin und her zu springen. Man könne in diesem sehr eingeschworen wirkenden Quartett nicht die geringste Rivalität wahrnehmen, sondern eher einen Hang zur musikalischen Spannung und Redseligkeit.